# Дегор

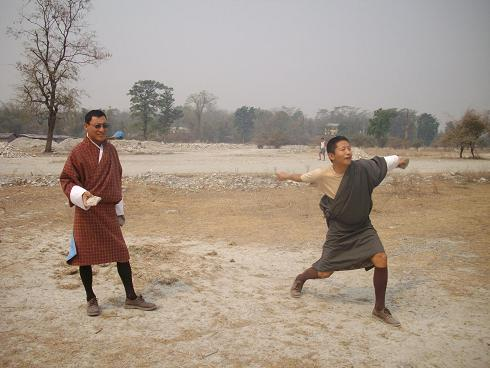
Бутанцы за игрой в дегор

Дегор является традиционным видом спорта в Бутане, похожим на спортивное толкание ядра.
Дегор — популярная в Бутане игра, которую часто в зарубежной литературе показывают как одну из разновидностей толкания ядра. Дегор отличается от толкания ядра во многих отношениях. В дегор играют двумя сферическими плоскими камнями, которые бросают в две цели, находящиеся на расстоянии около 20 м друг от друга. В дегор играют по всему Бутану, но больше он популярен в сельской местности. Хотя нет никаких ограничений, в игре принимают участие, как правило, только мужчины.

## Инвентарь
Для игры необходимо только по два камня на каждого игрока. Размер и вес камней отличаются от игрока к игроку. Игрок может иметь столько камней, сколько захочет, но играть может одновременно только двумя.

## Правила игры
В дегор играют как командами, так и друг против друга. Если есть три игрока, то играют друг против друга. Если четыре или больше, то предпочитают играть двумя командами, которые соревнуются между собой. Ограничения по количеству игроков нет, но слишком большое количество участников делает игру более медленной и громоздкой. Как правило, в каждой команде не более семи игроков.
В отличие от толкания ядра, каждый игрок бросает два камня в цели с одного конца в другой, размахивая рукой ниже уровня плеч. Целью служат колышки, вбитые в землю. Как и в игре в «подковы», игроки стараются бросить свои камни как можно ближе к колышкам. Очко засчитывается, если расстояние между колышком и камнем меньше, чем расстояние между вытянутыми большим и средним пальцами руки. Если два или несколько камней противников упали в этой области, то очко получает тот, чей камень ближе к колышку. Если все камни в этой области принадлежат одной команде или игроку, то команда получает количество очков, равное количеству камней. Игра заканчивается по достижении заранее договорённого количества очков. Как правило, это нечётное число до 21, в зависимости от времени и количества участников.

## Стратегия игры
В отличие от стрельбы из лука, лучшие игроки бросают первыми, стараясь занять область вокруг колышка. Игроки, бросающие позже, могут попасть в камни соперников и выбить их, заняв их место. Но это сложнее сделать, если у первых камни были тяжелее и твёрже. Таким образом, игроки больше предпочитают тяжёлые камни, чтобы их было труднее выбить.

## Ставки
Ставки на игру зависят от региона и от обстоятельств. Если игру проводят между деревнями, то ставки может и не быть. Иногда просто играют на славу победителя. Однако, в основном, играют на праздники (Новый год и другие большие праздники). Проигравшая сторона должна была организовать угощение, которое полностью достаётся победителям, и ждать, что с ней поделятся небольшой частью. Такие ставки обычно делают для веселья в пределах одной общины или между друзьями.